# 第一波赫丹諾韋
47°15′51″N 29°50′4″E / 47.26417°N 29.83444°E
第一波赫丹諾韋（烏克蘭語：Богданове Перше）是位於烏克蘭西南部的村莊，由敖德萨州羅茲季利納區的扎哈里夫卡市鎮負責管轄。該村始建於1838年，面積0.64平方公里，海拔高度134米，2001年人口33，人口密度每平方公里51.56人。